# Cuphea micropetala
Cuphea micropetala là một loài thực vật có hoa trong họ Lythraceae. Loài này được Kunth mô tả khoa học đầu tiên năm 1824.

## Hình ảnh

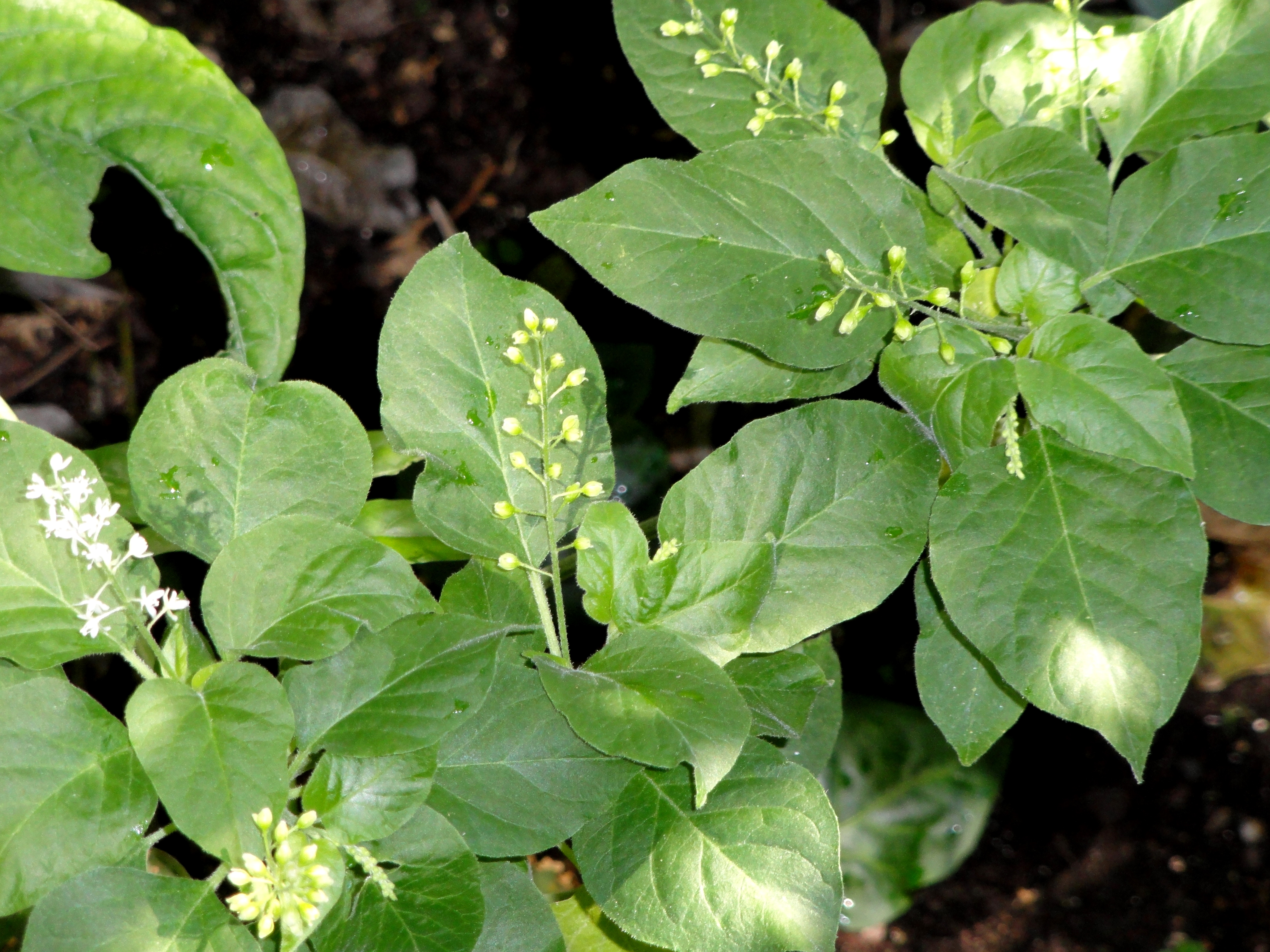
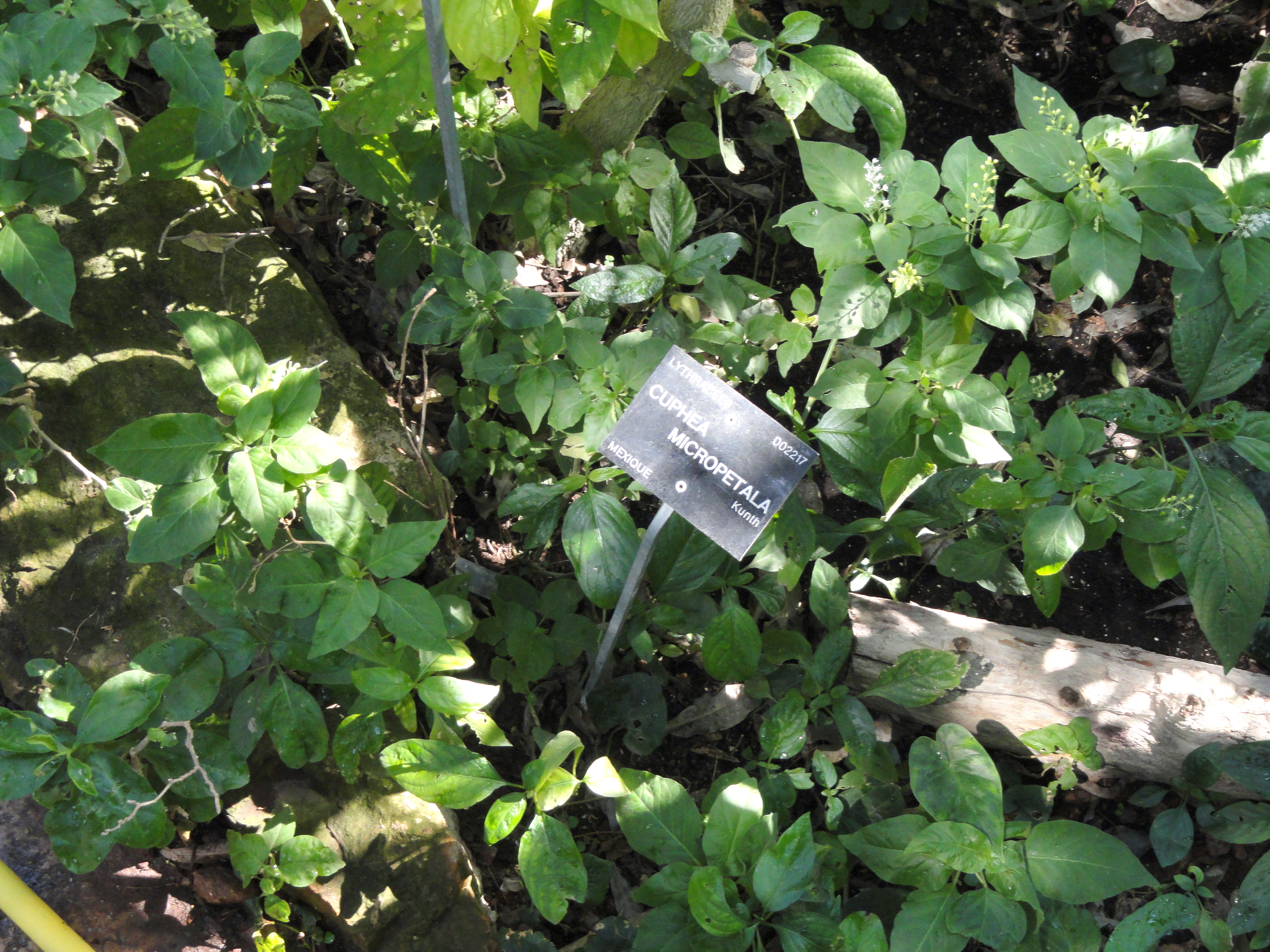